# Общество еврейских исследований
Общество еврейских исследований (фр. Société des études juives; Сосьете дез этюд жюив) — основанное в Париже, Франция, в 1880 году научное общество, основными направлениями исследований которого являются религия, культура и история еврейского народа, а также библейская критика (экзегеза). Особенно подробно изучается история французских евреев. Издаёт научный журнал-трёхмесячник «Обзор еврейских исследований».

## История
Возникло в 1880 году благодаря стараниям барона Джеймса-Эдуарда Ротшильда (James Nathan de Rothschild; 1844—1881), который стал первым президентом общества; а также Исидора Лёба, Арс. Дармстетера, Шарля Неттера и главного раввина Цадока Кана. Секретарём был избран Израиль Леви.
Кроме ежеквартального издания «Revue des études juives» (Обзор еврейских исследований), устраивались публичные лекции, конференции, a также субсидировались еврейские научные предприятия и издания. Ежегодный доход Общества к началу XX века был равен приблизительно 13 тыс. франков.
Членами общества состояли Иосиф Деренбург, Грец, Гросс, Жозеф Галеви, Гаркави, Кауфман, Кайзерлинг, Нейбауэр, Эмман. Лев, Марко Мортара, В. Бахер, Игн. Гольдциэр, барон Д. Гинцбург, Шваб, Познанский, Авр. Эпштейн, братья Рейнахи (Теодор и Саломон), Элкан Н. Адлер и другие.

## Издания
Опубликованные Обществом труды носят чисто научный характер:
- «Tables du calendrier juif depuis l’ère chrétienne jusqu’au dix-huitième siècle avec la concordance des dates juives et des dates chrétiennes» (Ис. Лёб);
- «La littérature des pauvres dans le Bible» (Ис. Лёб);
- «Gallia Judaica» (Генрих Гросс);
- «Textes d’auteurs grecs et romains, relatifs au judaïsme» (T. Рейнах);
- полное собрание сочинений Иос. Флавия на французском языке, под редакцией Т. Рейнаха;
- «Catalogue des actes de Jaime I, Pedro III et Alfonso III, rois d’Aragon concernant les juifs» (Jean Régné, I том, 1911).
- «Table générale des 50 premiers volumes de la Revue des études juives».[3]